# 湖南省发展和改革委员会
湖南省发展和改革委员会是中华人民共和国湖南省人民政府管理湖南省国民经济和社会发展的综合职能部门。

## 历史沿革
2004年2月29日上午，湖南省发展和改革委员会正式挂牌成立。

## 机构设置

### 内设机构
- 办公室
- 发展规划处
- 法规处
- 国民经济综合处
- 经济体制综合改革处
- 固定资产投资处
- 对外经济处
- 地区经济和应对气候变化处
- 农村经济处
- 基础产业处
- 工业处
- 服务业处
- 财政金融贸易处
- 高技术产业处
- 资源环境和项目前期工作处
- 社会发展处
- 重大项目稽察特派员办公室
- 湖南省价格成本调查队
- 湖南省发展和改革委员会能源局（对外称湖南省能源局）
- 人事处
- 离退休人员管理服务处
- 湖南省国民经济动员办公室
- 湖南省人民政府投资项目代建管理办公室

### 直属单位
- 省长株潭“两型”社会建设改革实验区领导协调委员会办公室
- 省国际工程咨询中心（省发展和改革委员会国家投资项目评审中心）
- 省湘西地区开发工作领导小组办公室(省发展和改革委员会以工代赈办公室)[1]

## 历任主任
1. 陈叔红（2003年12月－2008年1月）
2. 蒋作斌（2008年1月－2011年1月）
3. 胡衡华（2011年1月－2014年1月26日[3]）
4. 谢建辉（2014年1月26日－2017年3月31日[4]）
5. 胡伟林（2017年3月31日－2021年3月31日）
6. 周海兵（2021年3月31日－2023年2月18日）
7. 黄东红（2023年2月18日[5]－）